# Maranthes glabra
Maranthes glabra là một loài thực vật có hoa trong họ Cám. Loài này được (Oliv.) Prance mô tả khoa học đầu tiên năm 1966.